# Kiedricher Turmberg
Der Turmberg ist eine Weinlage nördlich von Kiedrich im Rheingau. Sie gehört zur Großlage Heiligenstock.

## Namensursprung
Der Name der Lage leitet sich von der 1160 unter Erzbischof Christian I. von Buch im Turmberg neben dem Gräfenberg als Spornburg erbauten Burg Scharfenstein ab, von der nur der Bergfried erhalten ist.   

## Weinlage

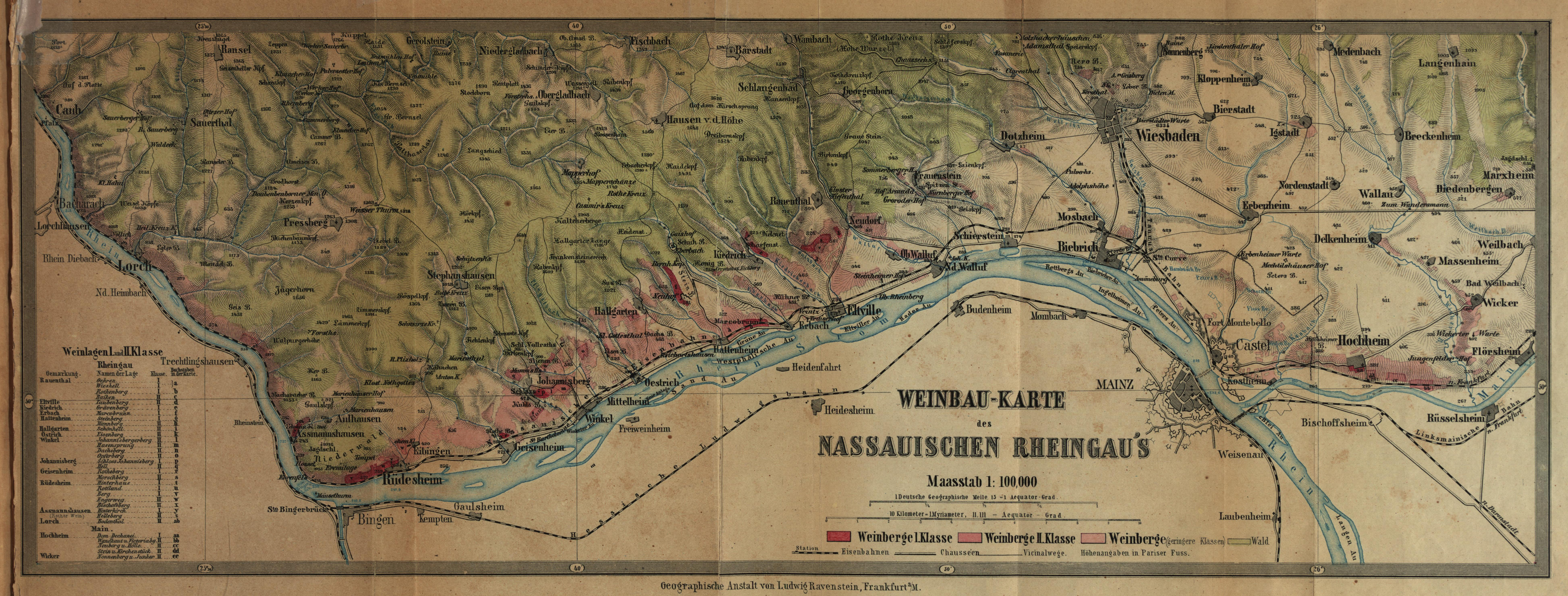
Offizielle Weinbauklassifikation des nassauischen Rheingaus von 1867

Die 3,8 Hektar große Rheingauer Weinlage Kiedricher Turmberg ist eine Süd- bis Südwesthöhenlage, die als Ausläufer des Taunus eine Hangneigung bis 60 % aufweist. 
Sie wird im Norden, Osten und Süden durch die Lage Kiedricher Wasseros umschlossen, in der sie nach dem Weingesetz von 1971 und dessen Novellierung der Weinbergsrolle aufgegangen war. Im Jahre 2005 wurde sie als Einzellage wieder eingesetzt.

## Eigentumsverhältnisse
Der Turmberg befindet sich im Alleinbesitz des Weingutes Robert Weil.
Koordinaten: 50° 2′ 52,4″ N, 8° 5′ 0,4″ O